# بهره‌وری آب کشاورزی
بَهره‌وَری آب کِشاوَرزی از دیدگاه‌های مختلفی تعریف و بررسی می‌شود. معمول‌ترین این دیدگاه‌ها «بهره‌وری از دیدگاه فیزیکی»، «بهره‌وری از دیدگاه مالی» و «بهره‌وری از دیدگاه اشتغال» می‌باشد. مفهوم هر کدام از این دیدگاه‌ها به قرار زیر است:
- بهره‌وری از دیدگاه فیزیکی: براساس این دیدگاه، بهره‌وری بیشتر آب کشاورزی به معنای تولید محصول بیشتر به ازای واحد حجم آب است.
- بهره‌وری از دیدگاه مالی: براساس این دیدگاه، بهره‌وری بیشتر آب کشاورزی به معنای کسب سود بیشتر به ازای واحد حجم آب است.
- بهره‌وری از دیدگاه اشتغال: براساس این دیدگاه، بهره‌وری بیشتر آب کشاورزی به معنای ایجاد اشتغال بیشتر به ازای واحد حجم آب است.

## جُستارهای وابسته
- آب
- آبیاری
- منابع آب
- مدیریت آب